# Nannodynerus vergesi
Nannodynerus vergesi är en stekelart som beskrevs av Giordani Soika. Nannodynerus vergesi ingår i släktet Nannodynerus och familjen Eumenidae. Inga underarter finns listade i Catalogue of Life.